# Антигуманизм
В социальной теории и философии антигуманизм (c др.-греч. ἀντι — против, с лат. humanus — человечный; букв. против человечности) — это теория, которая критикует традиционный гуманизм, традиционные представления о человечности и состоянии человека. Центральным в антигуманизме является точка зрения, что философская антропология и её концепции «человеческой природы», «человека» или «человечности» должны быть отвергнуты как исторически относительные, идеологические или метафизические.

## Истоки
В конце XVIII и XIX веках философия гуманизма была краеугольным камнем эпохи Просвещения. Человеческая история рассматривалась как продукт человеческой мысли и действий, который следует понимать через категории «сознание», «свобода воли», «выбор», «ответственность», «моральные ценности». Человеческие существа рассматривались как обладающие общими существенными чертами. Из веры в универсальную моральную основу человечества следовало, что все люди по своей сути свободны и равны. Для либеральных гуманистов, таких как Иммануил Кант, универсальный закон разума был руководством к полному освобождению от любого вида тирании.
Критика гуманизма как чрезмерно идеалистического началась в XIX веке. Для Фридриха Ницше гуманизм был не более чем пустой фигурой речи — светской версией теизма. Макс Штирнер выразил аналогичную позицию в своей книге «Единственный и его достояние», опубликованной за несколько десятилетий до работы Ницше. Ницше утверждает в «Генеалогии морали», что права человека существуют как средство для слабых сдерживать сильных; как таковые, они не способствуют эмансипации жизни, а вместо этого отрицают её.
Молодого Маркса иногда считают гуманистом, поскольку он отвергал идею прав человека как симптом той самой дегуманизации, против которой они были призваны выступать. Учитывая, что капитализм вынуждает индивидов вести себя эгоистично, они находятся в постоянном конфликте друг с другом и, таким образом, нуждаются в правах для собственной защиты. Истинная эмансипация, утверждал он, может прийти только через установление коммунизма, который отменяет частную собственность. Согласно многим антигуманистам, таким как Луи Альтюссер, зрелый Маркс рассматривает идею «человечности» как нереальную абстракцию, которая маскирует конфликты между антагонистическими классами; поскольку права человека абстрактны, справедливость и равенство, которые они защищают, также абстрактны, допуская крайнее неравенство в реальности.
В XX веке представление о людях как о рационально автономных было оспорено Зигмундом Фрейдом, который считал, что людьми в значительной степени движут бессознательные иррациональные желания.
Мартин Хайдеггер рассматривал гуманизм как метафизическую философию, которая приписывает человечеству универсальную сущность и ставит его выше всех других форм существования. Для Хайдеггера гуманизм рассматривает сознание как парадигму философии, приводя её к субъективизму и идеализму, которых следует избегать. Как и Гегель до него, Хайдеггер отверг кантовское понятие автономии, указав, что люди являются социальными и историческими существами, а также отвергнув кантовское понятие конституирующего сознания. В философии Хайдеггера Бытие (нем. Sein) и человеческое бытие (нем. Dasein) являются первичным единством. Дуализмы субъекта и объекта, сознания и бытия, человечества и природы являются недостоверными производными от этого. В «Письме о гуманизме» (1947 г.) Хайдеггер дистанцируется как от гуманизма, так и от экзистенциализма. Он утверждает, что экзистенциализм не преодолевает метафизику, поскольку он просто переворачивает основной метафизический принцип, согласно которому сущность предшествует существованию. Вместо этого эти метафизические категории должны быть демонтированы.

## Позитивизм и философия науки
Позитивизм — это философия науки, основанная на представлении о том, что как в социальных, так и в естественных науках информация, получаемая из чувственного опыта, и логическая и математическая обработка таких данных, вместе они являются исключительным источником всех авторитетных знаний. Позитивизм предполагает, что действительное знание (истина) существует только в научном знании. Получение и проверка данных, которые могут быть получены с помощью органов чувств, известны как эмпирические данные. Эта точка зрения утверждает, что общество функционирует в соответствии с общими законами, которые диктуют существование и взаимодействие онтологически реальных объектов в физическом мире. Интроспективные и интуитивные попытки получить знания отвергаются. Хотя позитивистский подход был повторяющейся темой в истории западной мысли, эта концепция была разработана в современном смысле в начале XIX века философом и социологом-основателем Огюстом Контом. Конт утверждал, что общество функционирует в соответствии со своими собственными квазиабсолютными законами, подобно тому как физический мир функционирует в соответствии с гравитацией и другими абсолютными законами природы.
Мыслитель-гуманист Цветан Тодоров определил в современности направление мысли, которое делает упор на науку и в рамках неё тяготеет к детерминистскому взгляду на мир. Он чётко идентифицирует теоретика-позитивиста Огюста Конта как важного сторонника этой точки зрения. Для Тодорова «сциентизм не устраняет волю, но решает, что, поскольку результаты науки действительны для всех, эта воля должна быть чем-то общим, а не индивидуальным. На практике индивид должен подчиняться коллективу, который „знает“ лучше, чем он сам. Автономия воли сохраняется, но это воля группы, а не личности… Сциентизм процветал в двух совершенно разных политических контекстах… Первый вариант сциентизма был применён на практике тоталитарными режимами». Аналогичную критику можно найти в работе, связанной с Франкфуртской школой социальных исследований. Антипозитивизму ещё больше способствовало бы неприятие сциентизма, или науки как идеологии. Юрген Хабермас утверждает в своей работе «О логике социальных наук» (1967 г.), что «позитивистский тезис о единой науке, который сводит все науки к естественнонаучной модели, терпит неудачу из-за тесной взаимосвязи между социальными науками и историей и того факта, что они основаны на ситуативное понимание смысла, которое может быть объяснено только герменевтически <…> доступ к символически предструктурированной реальности не может быть получен только путём наблюдения».

## Структурализм
Структурализм был разработан в послевоенном Париже как ответ на воспринимаемое противоречие между свободным предметом философии и детерминированным предметом гуманитарных наук. Она опиралась на систематическую лингвистику Фердинанда де Соссюра для представления языка и культуры как общепринятой системы знаков, предшествующей вхождению в них индивидуального субъекта. В изучении лингвистики структуралисты видели объективность и научность, которые контрастировали с гуманистическим акцентом на творчество, свободу и целеустремленность.
Соссюр считал, что отдельные единицы лингвистического значения — знаки — обладают своей индивидуальностью и способностью обозначать только в силу их контрастов или противопоставлений другим единицам в той же символической системе. Для Соссюра знак — это таинственное объединение звука и мысли. Ничто не связывает эти два понятия: каждый звук и мысль в принципе могут быть заменены другими звуками или концепциями. Знак имеет значение только в результате работы всей системы, в которой он функционирует. Общение с помощью определённых форм речи и действий (условно-досрочное освобождение) само по себе предполагает наличие общего свода правил (языка). Конкретный элемент поведения и система, которая позволяет ему что-то значить, взаимно влекут за собой друг друга. Сам акт идентификации того, что они говорят, уже подразумевает наличие структур. Знаки, таким образом, не служат субъекту; они не предшествуют отношениям различия между ними. Мы не можем искать выход из этой чисто реляционной системы. Индивид всегда подчинён кодексу. Лингвистическое исследование должно абстрагироваться от субъективных физических, физиологических и психологических аспектов языка, чтобы сконцентрироваться на языке как на самодостаточном целом.
Антрополог-структуралист Клод Леви-Стросс провозгласил, что «конечная цель наук о человеке не в том, чтобы конституировать человека, но в том, чтобы растворить его». Он систематизировал структуралистский анализ культуры, который вобрал в себя идеи и методы из соссюровской модели языка как системы означающих и означаемых. В его работе использовались технические термины Соссюра, такие как язык и условно-досрочное освобождение, а также различие между синхроническим анализом (абстрагирование системы, как если бы она была вне времени) и диахроническим анализом (где учитывается временная длительность). Он уделял мало внимания индивидууму и вместо этого сосредоточился на системах знаков в том виде, в каком они действовали в примитивных обществах. Для Леви-Стросса культурный выбор всегда был предварительно ограничен означающей конвенцией. Всё, что было в опыте, имело значение для коммуникационных кодов. Структура этой системы никем не была разработана и не присутствовала в сознании её пользователей, но, тем не менее, могла быть распознана научным наблюдателем.
Семиологическая работа Ролана Барта (1977 г.) осудила культ автора и фактически провозгласила его смерть.
Переформулировка психоанализа Жаком Лаканом, основанная на лингвистике, неизбежно привела к аналогичному умалению концепции автономного индивида: «человек с дискурсом о свободе, который, безусловно, следует назвать бредовым… порождённым животным, находящимся во власти языка». Согласно Лакану, индивид не рождается человеком, а становится таковым только благодаря включению в культурный порядок, который Лакан называет символическим. Доступ к этому порядку осуществляется через «зеркальную стадию», когда ребёнок моделирует себя по своему собственному отражению в зеркале. Язык позволяет нам навести порядок в наших желаниях на этой «воображаемой» стадии развития. Бессознательное, существующее до этого символического порядка, должно подчиняться символическому закону. Поскольку бессознательное доступно психоаналитику только на языке, самое большее, что он или она может сделать, — это расшифровать сознательные высказывания пациента. Такое декодирование может происходить только в рамках означающей цепочки; означаемое бессознательного дискурса остаётся недостижимым. Оно пребывает в заранее обозначенном измерении, недоступном языку, которое Лакан называет «реальным». Из этого следует, что невозможно выразить субъективность. Сознательный дискурс — это воздействие смысла, недоступного говорящему субъекту. Эго — это фикция, которая охватывает ряд эффектов, достигаемых независимо от самого разума.
Взяв пример с двойной атаки Брехта на буржуазный и социалистический гуманизм, структурный марксист Луи Альтюссер использовал термин «антигуманизм» в нападке на марксистских гуманистов, чью позицию он считал ревизионистским движением. Он считал гуманизм буржуазной индивидуалистической философией, которая постулирует «человеческую сущность», благодаря которой существует потенциал для подлинности и общечеловеческой цели. Этой сущности не существует: это формальная структура мышления, содержание которой определяется доминирующими интересами каждой исторической эпохи. Социалистический гуманизм также является этическим и, следовательно, идеологическим феноменом. Поскольку его аргументация опирается на моральную и этическую основу, она отражает реальность эксплуатации и дискриминации, которые её порождают, но никогда по-настоящему не осмысливает эту реальность. Марксистская теория должна выйти за рамки этого и перейти к научному анализу, который направлен на глубинные силы, такие как экономические отношения и социальные институты.
Альтюссер считал, что «структура» и «социальные отношения» имеют приоритет над индивидуальным сознанием, выступая против философии субъекта. Для Альтюссера индивиды не являются составной частью социального процесса, а являются его опорой или следствием. Общество конструирует индивида по своему собственному образу и подобию с помощью своих идеологий: убеждения, желания, предпочтения и суждения человеческого индивида являются результатом социальных практик. Там, где гуманисты-марксисты, такие как Дьёрдь Лукач, полагали, что революция зависит от развития классового сознания исторического субъекта — пролетариата, антигуманизм Альтюссера устранял роль человеческого фактора; история была процессом без субъекта.

## Постструктурализм
Постструктуралист Жак Деррида продолжил акцент структурализма на языке как ключе к пониманию всех аспектов индивидуального и социального бытия, а также на проблематизации человеческого субъекта, но отверг его приверженность научной объективности. Деррида утверждал, что если знаки языка значимы только в силу их отношений различия со всеми другими знаками в той же системе, то значение основано исключительно на игре различий и никогда по-настоящему не присутствует. Он утверждал, что фундаментально неоднозначная природа языка делает человеческие намерения непостижимыми, критиковал перфекционизм эпохи Просвещения и осуждал как бесполезный экзистенциалистский поиск аутентичности перед лицом всеобъемлющей сети знаков. Мир сам по себе является текстом; ссылка на чистый смысл, предшествующий языку, не может быть выражена в нём. Как он подчёркивал, «субъект — это не какая-то метаязыковая субстанция или идентичность, не какое-то чистое cogito самоприсутствия; он всегда вписан в язык».
Мишель Фуко бросил вызов основополагающим аспектам гуманизма эпохи Просвещения. Он отвергал абсолютные категории эпистемологии (истина или определённость) и философской антропологии (субъект, влияние, традиция, классовое сознание), подобно тому, как Ницше ранее отвергал категории разума, морали, духа, эго, мотивации как философские заменители Бога. Фуко утверждал, что современные ценности либо непосредственно приводят к контрэмансипационным результатам, или сочетал возросшую «свободу» с усилением дисциплинарной нормализации. Его антигуманистический скептицизм распространялся на попытки обосновать теорию человеческими чувствами в той же мере, что и человеческим разумом, утверждая, что и то, и другое было исторически случайными конструкциями, а не универсалиями, которых придерживался гуманизм. В «Археологии знания» Фуко отверг историю как «гуманистическую антропологию». Методология его работы была сосредоточена не на реальности, лежащей за категориями «безумие», «преступность», «делинквентность» и «сексуальность», а на том, как эти идеи были сконструированы дискурсами.

## Примеры из культуры
Героиня романа «Хорошая работа» начинает с определения себя как семиотического материалиста, «позиции субъекта в бесконечной паутине дискурсов — дискурсов власти, секса, семьи, науки, религии, поэзии и т. д.». Обвинённая в принятии мрачного детерминистского взгляда, она парирует: «антигуманист, да; бесчеловечный, нет… по-настоящему детерминированный субъект — это тот, кто не осознает дискурсивных образований, которые его определяют». Однако, обладая большим жизненным опытом, она приближается к признанию того, что постструктурализм — это интригующая философская игра, но, вероятно, бессмысленная для тех, кто еще даже не осознал сам гуманизм.
В своей критике гуманистических подходов к популярному кино Тимоти Лори предполагает, что в новых анимационных фильмах от DreamWorks и Pixar «„человек“ теперь способен стать местом аморальных нарушений, вместо того, чтобы — или, по крайней мере, в дополнение к этому — быть образцом примерного поведения для младшей аудитории».